# Jeanne Barret

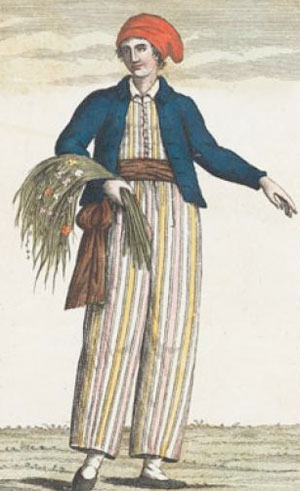
Darstellung von Jeanne Barret
mit phrygischer Mütze (1816)

Weltumsegelung von Bougainville

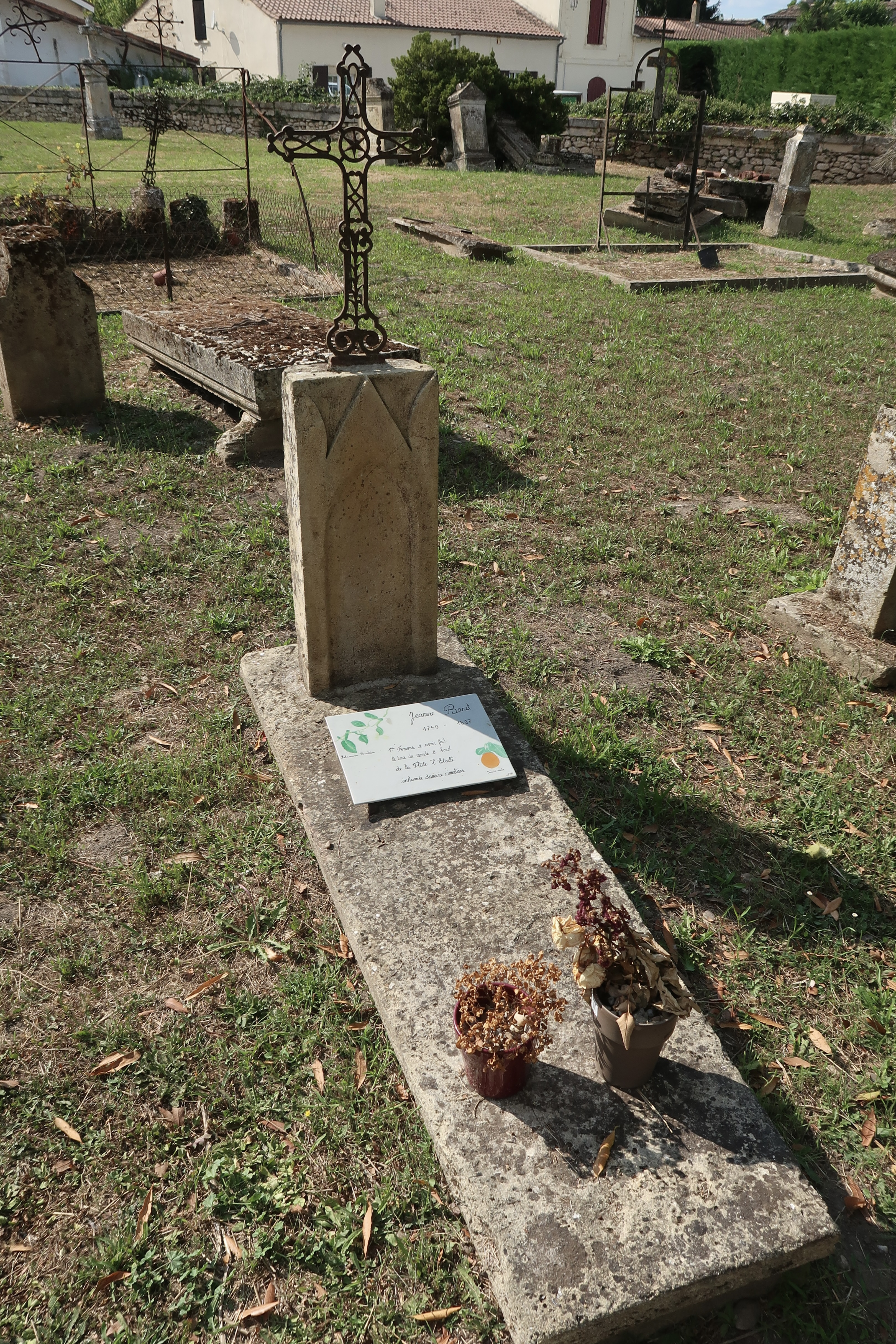
Grab von Jeanne Barret in Saint-Antoine-de-Breuilh

Jeanne Barret (auch Jeanne Baret; Pseudonym Jean Baré, * 27. Juli 1740 in La Comelle; † 5. August 1807 in Saint-Aulaye (Saint-Antoine-de-Breuilh)) war eine französische Naturforscherin und Botanikerin. Als Mitglied der Expedition von Louis-Antoine de Bougainville zwischen 1766 und 1769 mit den Schiffen Boudeuse und Étoile war sie die erste bekannte Frau, die die Welt umsegelte. Als Mann verkleidet, begleitete sie unter dem Namen Jean Barret als Assistent den Naturforscher Philibert Commerson auf der Reise.

## Leben und Wirken
Jeanne Barret wurde 1740 in der Bourgogne als Tochter einer armen Bauernfamilie, die der Naturalpacht unterworfen war, geboren. Die Bourgogne galt zu jener Zeit als eine der ärmsten und rückständigsten Regionen Frankreichs. Barret begann bereits in früher Jugend als Haushaltshilfe in dem 20 km von ihrem Geburtsort entfernten Toulon-sur-Arroux zu arbeiten. Es bleibt unklar, wie sie sich das Lesen und Schreiben angeeignet hat.
1764 traf sie in Toulon-sur-Arroux auf den Botaniker und Mediziner Philibert Commerson, der sie nach dem Tod seiner Frau als Hauswirtschafterin einstellte. In dieser Funktion ordnete und verzeichnete sie auch seine Dokumente, die sich mit der Botanik und Klassifizierung der Pflanzen beschäftigten. Noch im selben Jahr wurde sie schwanger und zog mit Commerson nach Paris, wo sie jedoch in getrennten Wohnungen lebten, da sie nicht verheiratet waren. Das Gesetz zu jener Zeit verlangte von unverheirateten Frauen, die schwanger wurden, eine „Schwangerschaftsbescheinigung“ (certificat de grossesse), in der sie den Namen des Vaters nannten. Die Bescheinigung wurde im August 1764 ausgestellt, Barret hatte sich jedoch geweigert, den Namen des Vaters zu nennen. Kurze Zeit darauf zogen beide in Paris in ein gemeinsames Appartement, wo Barret weiterhin die Rolle der Hauswirtschafterin spielte, aber ihren Namen in Jeanne de Bonnefoy änderte. Es wird vermutet, dass sie im Dezember 1764 ihren Sohn gebar, der von den Behörden jedoch sofort einer Adoptivmutter übergeben wurde und im Sommer 1765 starb.
1765 erhielt Commerson die Einladung, an Bougainvilles Expedition teilzunehmen. Es entstand die Idee, dass Barret sich als Mann verkleidet und ihn als Kammerdiener und Assistent begleitet. Vor der Reise, im Dezember 1766, bestimmte Commerson in seinem Testament Jeanne Barret zur Erbin seines Haushalts, einer Summe von 600 Pfund und seiner botanischen Sammlungen mit der Anordnung, die Sammlungen schließlich geordnet dem königlichen Kupferstichkabinett („Cabinet des Estampes“) zu übergeben.
Am 1. Februar 1767 gingen beide in Rochefort an Bord des Schiffes Étoile. Aufgrund der Fülle seines wissenschaftlichen Materials überließ der Kapitän des Schiffes seine Kabine Commerson und „seinem Assistenten“. Das ermöglichte Barret, das private Badezimmer der Kapitänskajüte, statt das der Mannschaft zu benutzen. Stationen der Reise waren u. a. Rio de Janeiro, Montevideo und Patagonien, wo sie botanische Studien durchführen konnten und eine Liane nach dem Kapitän des Hauptschiffes Bougainvillea benannten, Kap Horn, Tahiti und Port Louis. Auf Mauritius trennten sich Barret und Commerson von der Expedition und blieben zur näheren Erforschung der Insel fast fünf Jahre dort. Sie sammelten mehr als 6000 Pflanzenarten, die sich heute im Muséum national d’histoire naturelle befinden. Als ihr Partner krank wurde, sammelte und bestimmte Barret selbständig die Flora auf Mauritius. 1773 verstarb Commerson. Barret blieb in Port Louis und lernte einen französischen Marineoffizier, Jean Dubernat, kennen. Beide heirateten am 17. Mai 1774 in der Kathedrale von Port Louis und kehrten im folgenden Jahr nach Frankreich zurück. 1776 wurde ihr Commersons Erbanteil ausgezahlt. König Ludwig XVI. erkannte ihre Verdienste als Botanikerin an und gewährte ihr eine Pension. Aufgrund der Fürsprache Bougainvilles, der sie als „ausgezeichneten Botaniker“ bezeichnete, wurde sie jedoch nicht bestraft, obwohl es damals für Frauen prinzipiell streng verboten war, Männerkleidung zu tragen. Sie bekam ab 1785 von der Marine eine Pension von jährlich 200 Livres ausbezahlt. Zusätzlich wurde ihr der Ehrentitel „femme extraordinaire“ verliehen. Sie zog mit ihrem Ehemann in dessen Heimatdorf Saint-Aulaye-de-Breuilh, wo sie am 5. August 1807 starb.

## Ehrungen

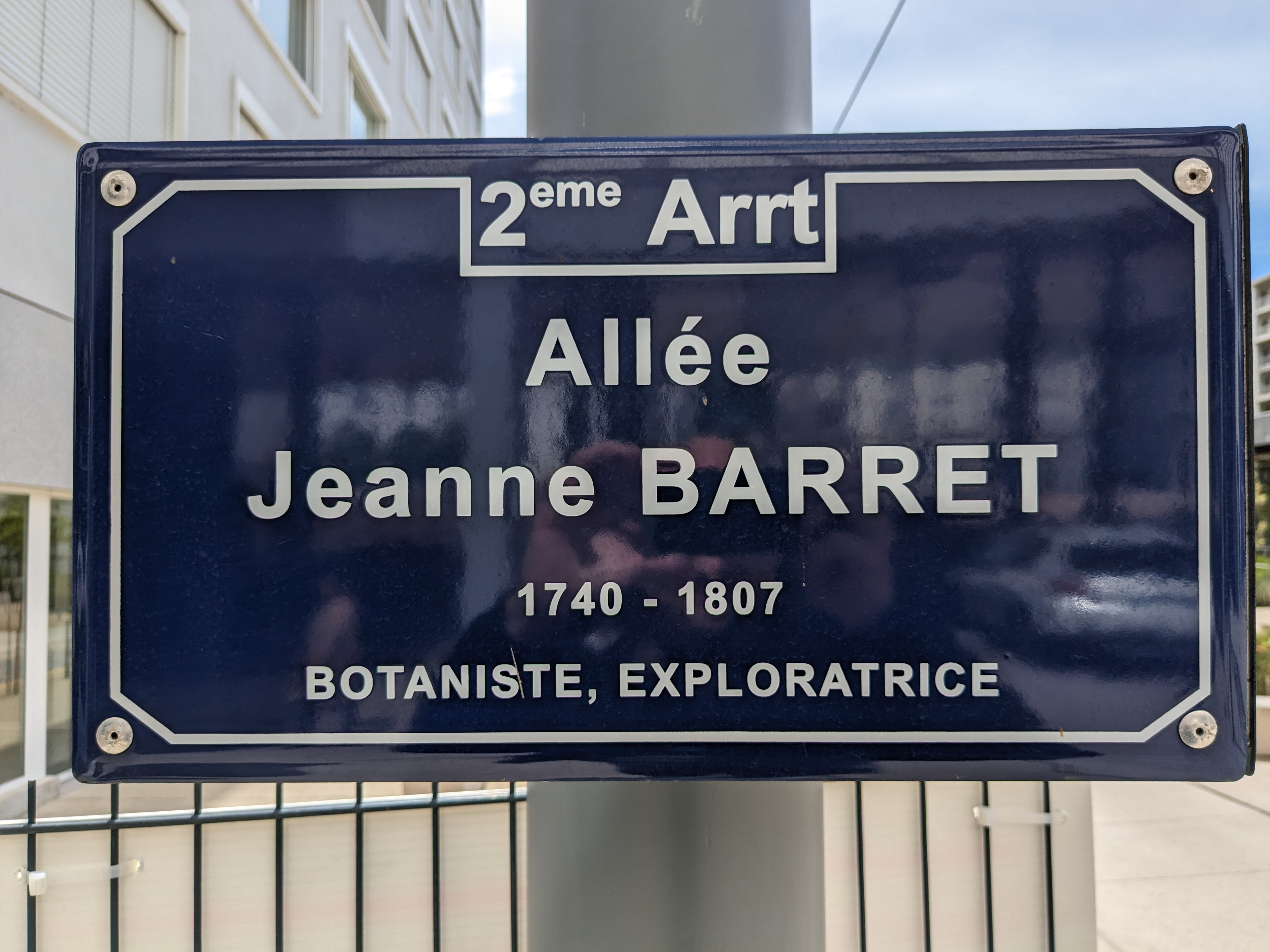
Allée Jeanne Barret in Lyon

- In mehreren französischen Städten wurden Straßen nach ihr benannt (Avrillé (Maine-et-Loire), Auzeville-Tolosane, Bègles, Bouaye, Dijon, Langueux, Lyon, Montreuil-Juigné, Pignan, Saint-Nazaire, Saint-Sébastien-de-Morsent und Toulouse).
- Das Artepitheton baretiae der 2012 erstbeschriebenen Art der Nachtschatten (Solanum), Solanum baretiae, wurde zu Barets Ehren gewählt.[12]
- Ein Patrouillenboot der französischen Küstenwache trägt seit März 2022 den Namen Jeanne Barret (PM43).
- Die französische Post brachte im März 2022 im Rahmen der Briefmarkenserie Les grands voyageurs eine Briefmarke mit ihrem Konterfei heraus.[13]
- Martín E. Timaná benannte 2023 ihr zu Ehren die Gattung Baretia aus der Familie der Nelkengewächse (Caryophyllaceae).[14]
- Im Februar 2024 wurde an ihrem ehemaligen Wohnhaus Rue des Boulangers 13 im 5. Arrondissement von Paris eine Ehrenplakette mit der Beschriftung: „ICI VÉCUT JEANNE BARRET (1740–1807), EXPLORATRICE ET BOTANISTE, PREMIÈRE FEMME À ENTREPRENDRE UN TOUR DU MONDE DE 1767 À 1775, ELLE PRIT PART À L’EXPÉDITION DE BOUGAINVILLE“ (hier lebte die Forscherin und Botanikerin Jeanne Barret (1740–1807). Sie nahm als Teil der Bougainville-Expedition als erste Frau von 1767 bis 1775 an einer Weltreise teil). angebracht.[15]
- Bei der Eröffnungszeremonie der Olympischen Sommerspiele 2024 in Paris wurde eine Statue von Jeanne Barret als eine von zehn Frauen, die die Geschichte Frankreichs prägten, aufgestellt.[16]